# Babót
Babót község Győr-Moson-Sopron vármegyében, a Kapuvári járásban.

## Fekvése
Kapuvártól délkeletre 4, a megyeszékhely Győrtől nyugatra 53 kilométerre található. A környező települések: észak felől Veszkény, északkelet felől Szárföld, dél felől Kisfalud, nyugat felől pedig Kapuvár; közigazgatási területe délkeleti irányból még az amúgy kissé távolabb fekvő Bogyoszló külterületeivel is érintkezik.

### Megközelítése
Közigazgatási területén kelet-nyugati irányban, központjától bő fél kilométerre északra keresztülhalad a 85-ös főút, ez a legfontosabb közúti megközelítési útvonala. Győr felől érkezve Veszkénynél célszerű letérni a 8516-os útra, a Sopron felől érkezők azonban választhatják azt is, hogy Kapuvár központjában térnek le a 8611-es, majd arról a város déli szélén a 8601-es útra, de közvetlenül is lekanyarodhatnak Babót irányába, a 86 131-es számú mellékúton, mely mintegy 1,5-2 kilométerrel Kapuvár keleti széle után ágazik ki délnek a 85-ös főútból.
Az M85-ös autóút is áthalad a település területén , de arról – Győr felől érkezve – vagy még Farádnál le kell térni, a 8603-as út csomópontjánál a 85-ös főútra, vagy némi kerülőt téve keresztül kell hajtani Kapuvár belvárosán. [Még egy országos közút is érinti Babót területét, a 8613-as, amely a határszélétől indul Cirák felé.]
A hazai vasútvonalak közül a Győr–Sopron-vasútvonal halad át a település külterületén, de ennek legközelebbi megállási pontja, a 8516-os út vasúti keresztezésénél létesült Veszkény megállóhely több mint 2 kilométerre van Babót központjától. Vasúti csatlakozási lehetőségeket kínál Kapuvár vasútállomás is, amely ugyan csak 3-3,5 kilométeres úttal érhető el Babótról, de ott az olyan vonatok többsége is megáll, amelyek Veszkényben nem állnak meg.

## Története és mai élete
Területe már a újkőkorszak idején is lakott volt, és az ásatások számos római kori és avar kori leletet is felszínre hoztak.

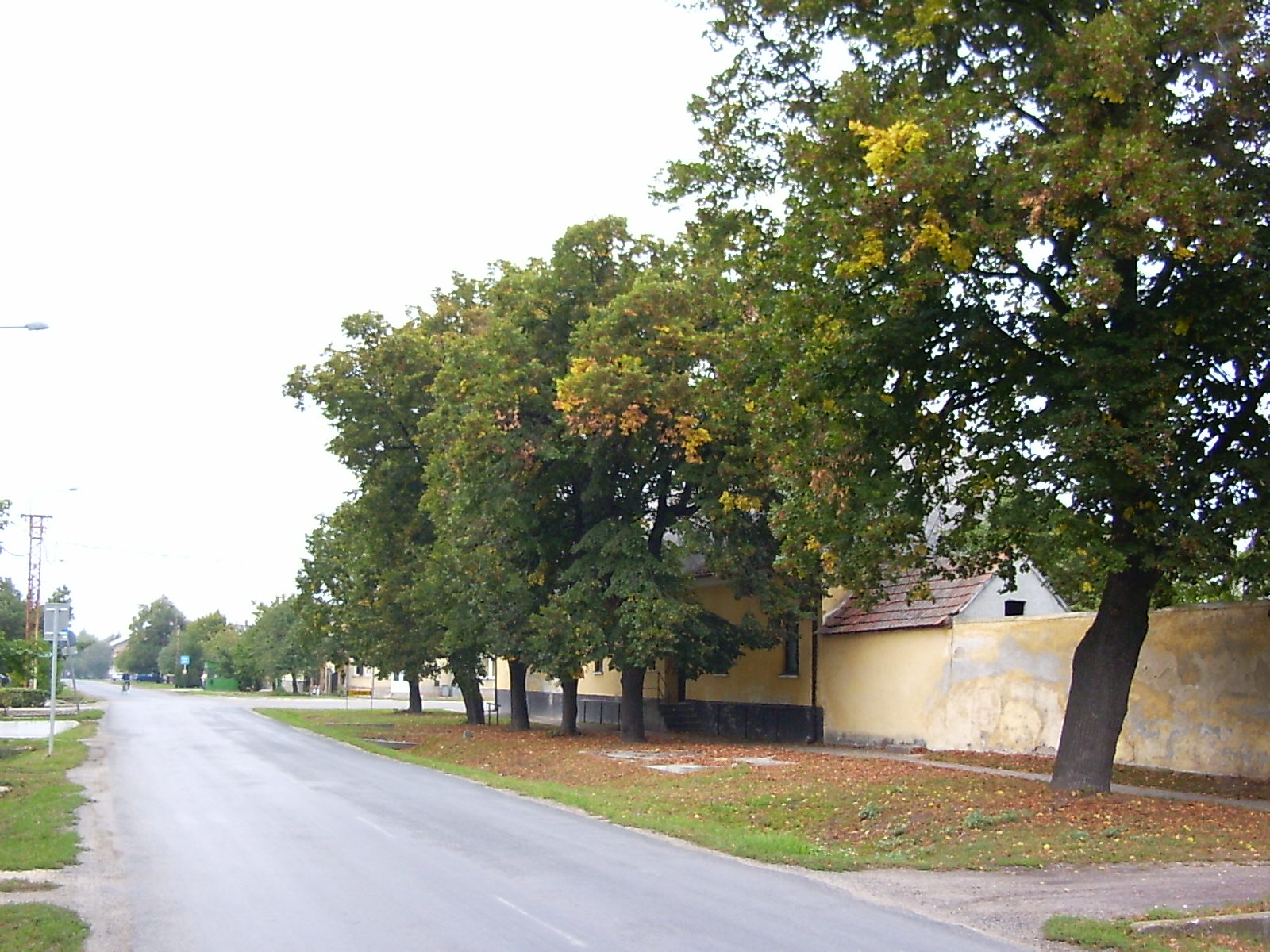
Kora őszi hangulat

Babótnak valószínűleg I. István óta van temploma; Árpád-kori templomnak vagy temetőnek nincs nyoma a környék  falvaiban. Kapu várából még a 17. század végén is Babótra jártak misére és temetkezni. Babót első írásos említése 1217-ből maradt fenn, Bobeth formában. A Képes krónikában Bobuthként szerepel, de a 14. század végi oklevelekben már Baboth alakban fordul elő.
Az Árpád-korban állt itt egy Feketevár nevű erőd, melynek maradványait a régészek a 19. században tárták föl. A falu 1387-ig királyi várbirtok volt, ekkor Luxemburgi Zsigmond a Kanizsayaknak adományozta. Később a Nádasdyak, majd az Esterházyak tulajdonába került.
Az 1590-es években a törökök elpusztították, de a 17. század elején újra benépesült. Fejlődése a 18–19. században indult meg, de 1830-ban a kolerajárvány nagy pusztítást végzett a községben.
Kőkori és későbbi korszakokból származó régészeti leletek gazdag lelőhelye. Írásos források már a Szent István halálát követő háborús korszakból említik, minthogy Kapu vára, az ország nyugati kapuja Babót határában, a Rába partján feküdt, és csak fél évezreddel később szakadt ki Kapuvár Babót területéből. 1387-ig királyi várbirtok volt Babót, Ordóddal együtt: 1217-ből ismert a falu első írásos említése arról, hogy II. András a községet a „Sopron kapujánál” teljesített szolgálatukért a johannitáknak ajándékozta; 1270-ben V. István a Sopron vármegyei íjászokat és lövészeket szabadította fel Babóton, hogy birtokaik használata fejében az „ország szélein” őrszolgálatot teljesítsenek; 1274-ben a cseh Ottokár elleni harcra készülve itt időzött Kun László. 1387-ben Zsigmond király a Kanizsayaknak adományozta, tőlük 1536-ban a Nádasdyak birtokába jutott, akiktől viszont 1671-ben a kincstár kobozta el és adta 1681-ben az Esterházyak kezére.

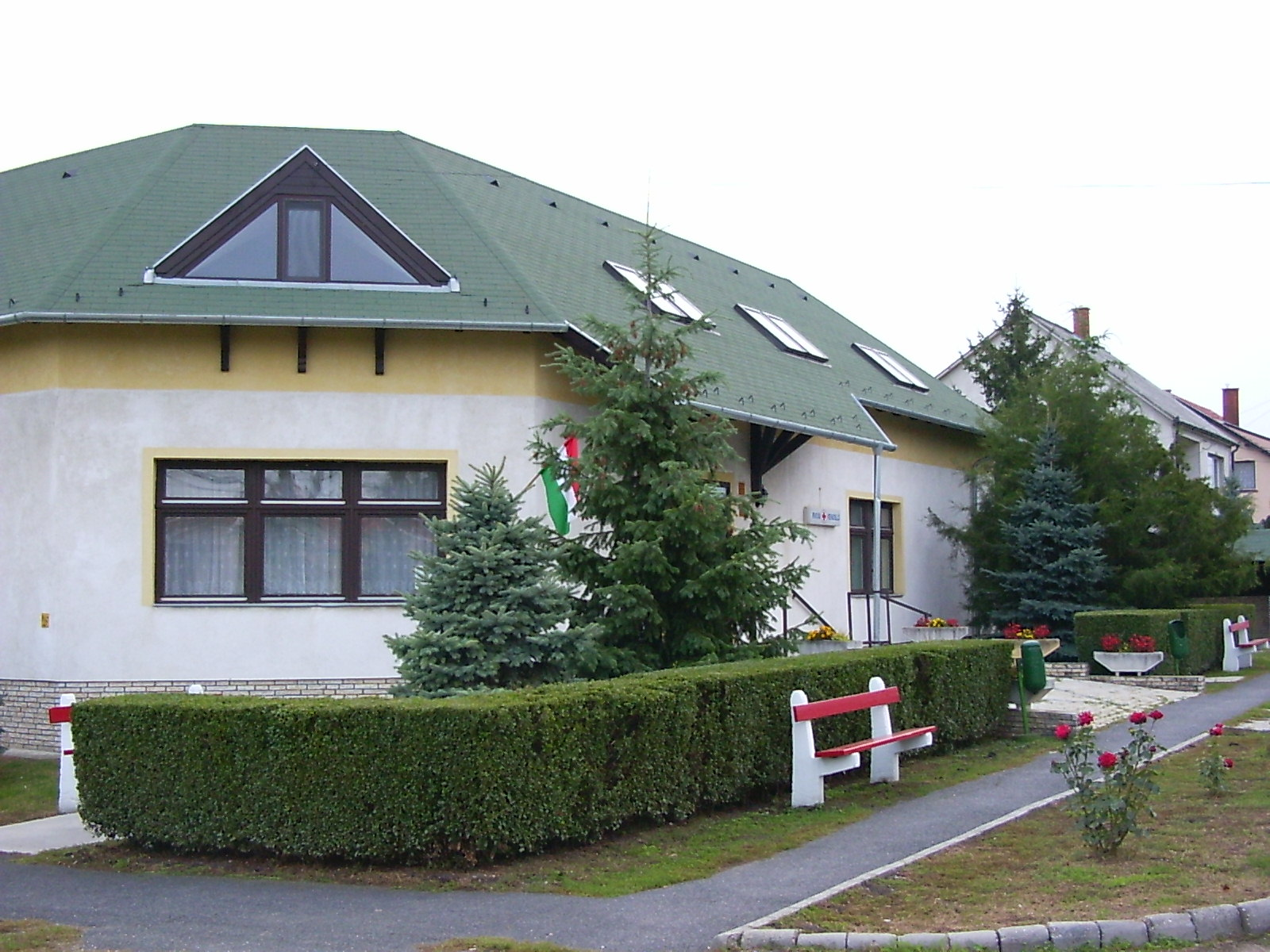
Az orvosi rendelő

Földművelő település, határa a 16. század folyamán fölnyúlt a Hanság kimeríthetetlen ingoványaiba, és a hozzácsatolt Hidász révén némi halászfalu jellege is volt. Ordód a 16. század folyamán katonatelep, lakói darabontok voltak Kapuvárott és a vár őrizetét látták el, Babóton viszont a puskapor készítéséhez szükséges salétromot állították elő. 1594-ben Babótot, Ordódot és Hidászt egyaránt elpusztította a török, Hidász nem is lett többé különálló falu, csak lakott major. A pusztítás után, 1597-ben még egyetlen lélek sem élt Babóton, és csak 1608-ban kezdtek visszatelepedni régi lakói. Az újratelepítés során egy Újbabót nevű falurész is kialakult, amelyet a Somogy vármegyei Varjaskérről (ma Somogyszentpál része) származó rácok szálltak meg egy időre, de a harmincéves háború végére újra és véglegesen lakatlanná vált.
1610-ben evangélikus papja volt a falunak. 1667-ben a katolizált Nádasdy Ferenc Szent Mihály tiszteletére új templomot építtetett a 350 lakosú községben. A 18–19. század hozta meg a kiváló talajjal, jómódú telkesgazdákkal bíró falunak a teljes kifejlődést. A babótiak nemcsak a jó minőségű talajnak köszönhették a lélekszám gyors emelkedését, hanem annak is, hogy a földesúr nem akadályozta terjeszkedésüket a községhatárban. Bár 1727 után birtokállományukat megnyirbálta, a megmaradó másfélezer hold is bőségesnek volt mondható a többi faluhoz képest; új telkeket lehetett kialakítani rajta. Az 1820 körül végrehajtott úrbérhelyesbítés lehetővé tette újabb  parasztegzisztenciák megerősödését. Az úrbéri állomány és a közös legelő elkülönítése az 1841. évi kapuvári úrszéki ítélet alapján alakult: telkenként 10 hold, összesen 766 hold legelőt hasítottak ki a jobbágyságnak. Az urasági major a 16. században megalakult ugyan, de földjeit jobbára a kapuvári majorhoz számították. Némi irtásföld is volt a babóti határban. Kiterjedt juhtenyésztéssel és dohánytermesztéssel is foglalkoztak a babótiak. 1752-ben 302, 1778-ban 637, 1828-ban 825 juhból álló nyája volt a jobbágyságnak, amely a múlt század első évtizedeiben ügyesen ki tudta használni a gyapjúkonjunktúrát. A dohánytermesztéssel már a 18. század elejétől foglalkoztak, előbb a kertekben, majd a külső határrészekben.

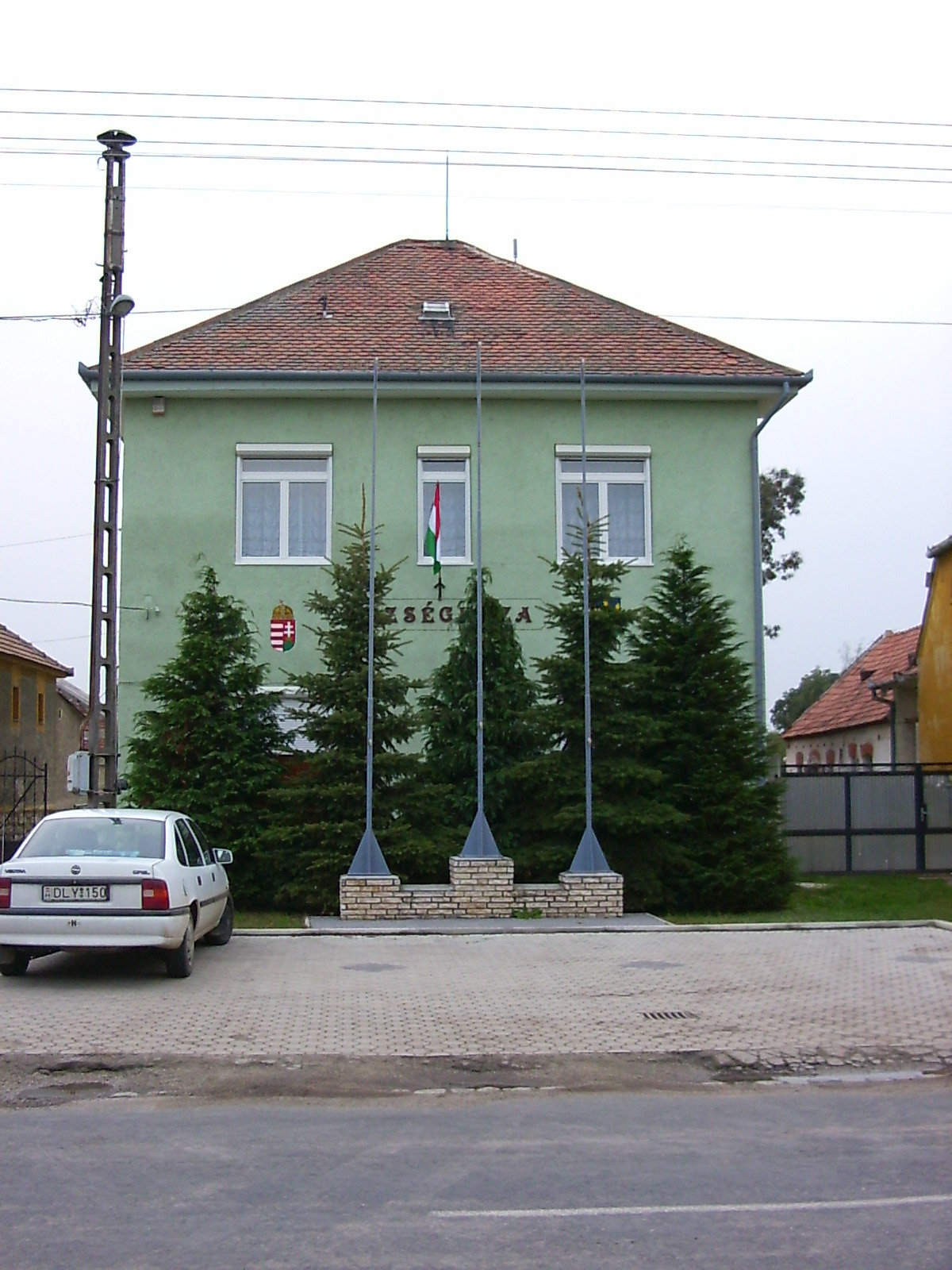
A régi községháza

1830–31-ben kolerajárvány szedte áldozatait. 1887-ben tűz pusztította el a falut, amely 1854-ben kapta a maihoz hasonló alakját. Az 1848/49-es szabadságharcban 20 babóti vett részt.
Nagy múltú családok közé sorolható a Farkas, Karikás, Szabó, Molnár és a Varga család, nevükkel már 1518-ban is találkozhatunk. A Szántó, Tóth, Szerencse, Garab, Szakál családok neve 1584-ben, a Takács, Német, Györök, Horváth, Pintér, Jakab nemzetségeké 1677-ben, a Czeczeli, Simon, Balka, Fücsök családok neve pedig 1728-ban tűnt fel.
1936-ban új iskola épült Kis Tertullián, az első főtanító közbenjárására.
1945. március 29-én harci cselekmény nélkül vonultak át a falun a szovjet csapatok. Ugyanebben az évben kis mértékű földosztásra került sor (322 földigénylő kapott 669 kataszteri hold földet), miután a két háború között végrehajtott megváltásos földreform során már többen földhöz jutottak. 1950-ben megalakult a „Keleti fény” , majd 1959-ben az „Egyetértés” termelőszövetkezet, amely később az 1975. június 27-i egyesülési megállapodás értelmében Tordos-menti Tsz néven folytatta a gazdálkodást a környező községekkel együtt. 1990-ben a helyhatósági választásokat követően megalakult a község önkormányzata. 1991-ben a Halottak napján emléktáblát avattak a két világháborúban elesettek emlékére.

Az 1960-as évektől rohamosan átalakult a falu képe. Korszerű komfortos, illetve félkomfortos házak épültek. Az elmúlt évtizedekben a településen kiépült a vezetékes ivóvíz és csatornahálózat, a vezetékes földgázrendszer és a telefonhálózat is. A lakók ma is főleg mezőgazdaságból élnek, vagy átjárnak dolgozni Kapuvárra.

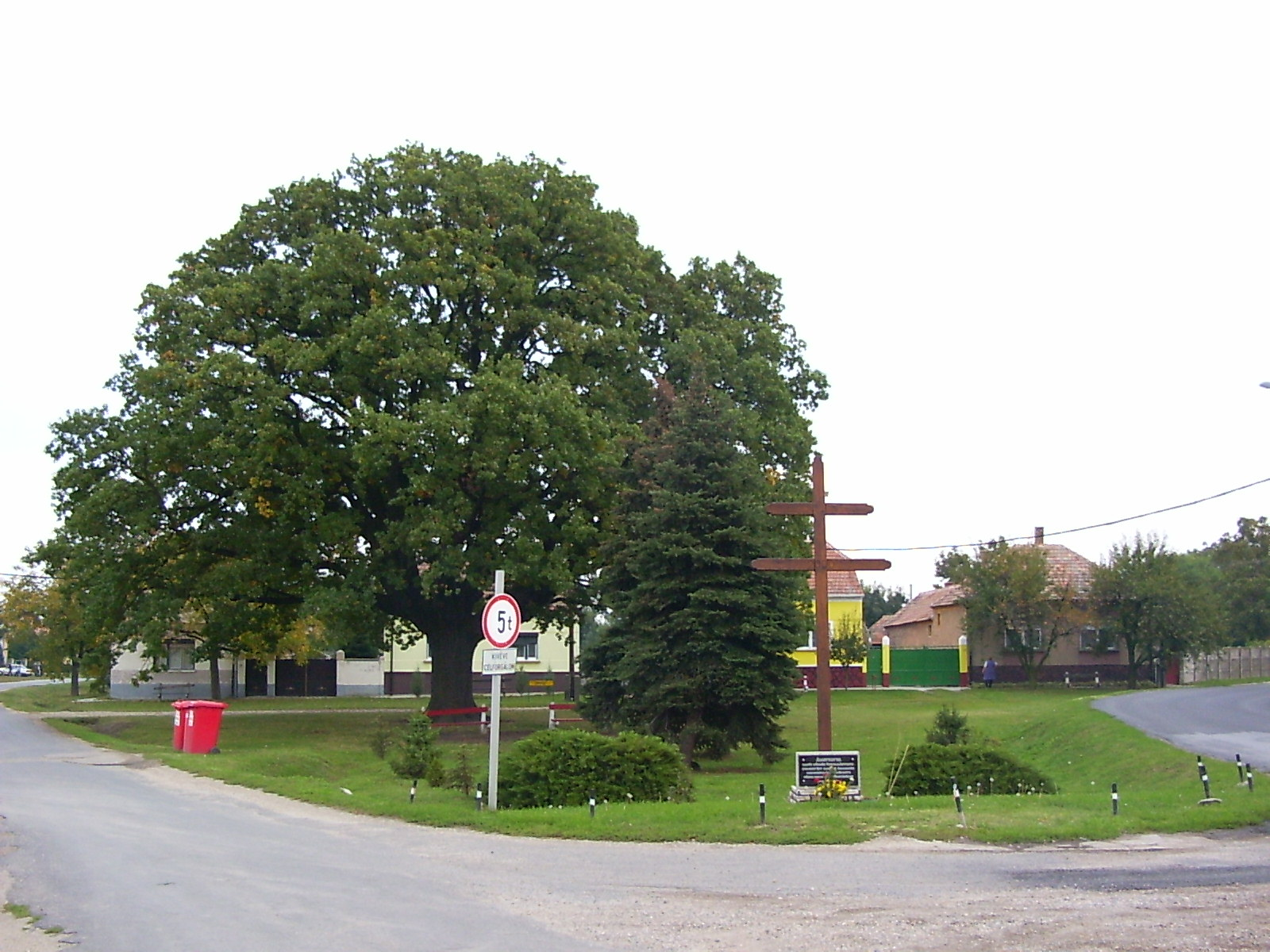
A királyfák egyike

## Közélete

### Polgármesterei
- 1990–1994: Ifj. Horváth Antal (FKgP)[3]
- 1994–1998: Garab László (független)[4]
- 1998–2002: Molnár János (független)[5]
- 2002–2006: Molnár János (független)[6]
- 2006–2010: Molnár János (független)[7]
- 2010–2014: Molnár János (független)[8]
- 2014–2019: Molnár János (független)[9]
- 2019–2024: Molnár János (független)[10]
- 2024– : Nyikos Gábor (független)[1]

## Népesség
A település népességének változása:
| Lakosok száma | 1125 | 1119 | 1128 | 1163 | 1057 | 1069 | 1066 |
|               | 2013 | 2014 | 2015 | 2021 | 2022 | 2023 | 2024 |

A 2011-es népszámlálás során a lakosok 82,5%-a magyarnak, 0,2% cigánynak, 1,4% németnek, 0,2% románnak mondta magát (17,4% nem nyilatkozott; a kettős identitások miatt a végösszeg nagyobb lehet 100%-nál). A vallási megoszlás a következő volt: római katolikus 72,2%, református 0,4%, evangélikus 1,4%, felekezeten kívüli 1% (24,3% nem nyilatkozott).
2022-ben a lakosság 91,7%-a vallotta magát magyarnak, 2% németnek, 0,2% görögnek, 0,2% cigánynak, 0,1-0,1% románnak, lengyelnek, horvátnak, örménynek, bolgárnak és ruszinnak, 2,3% egyéb, nem hazai nemzetiségűnek (8% nem nyilatkozott; a kettős identitások miatt a végösszeg nagyobb lehet 100%-nál). Vallásuk szerint 63,8% volt római katolikus, 2,1% evangélikus, 0,9% református, 0,1% görög katolikus, 1,6% egyéb keresztény, 0,9% egyéb katolikus, 3,5% felekezeten kívüli (27,2% nem válaszolt).

## Nevezetességei
- Több száz éves kocsányos tölgyek, vagy királyfák

A községen áthalad a Zircre vezető országos kerékpárút, ha a településen belül még nincs is kiépítve. Erre járva érdemes néhány pillantást vetni a helyi védelmet élvező évszázados kocsányos tölgyekre, a Millenniumi vagy Királyfákra, amelyeket 1896-ban ültettek.
- 1667-ben épült római katolikus templom

Az eredetileg barokk stílusú templomot 1911-ben Vogh József tervei alapján romantikus stílusban átépítették.